# Jacob Emden

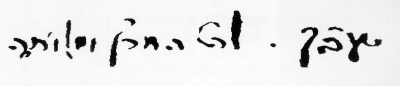
Firma di Jacob Emden

Jacob Emden, in ebraico יעקב עמדין‎?, noto anche come Ya'avetz, (Distretto di Altona, 4 giugno 1697 – 19 aprile 1776), ebreo talmudista, halakhista e cabalista, promosse l'ebraismo ortodosso in un periodo critico di eresie generate dall'influenza di Sabbatai Zevi. Insieme a Jonathan Eybeschutz, fu protagonista della "Controversia Emden-Eybeschütz".

## Biografia
Jacob Emden nacque a Distretto di Altona il 4 giugno 1697. Rinomato in tutti i circoli ebraici per la sua profonda erudizione, Moses Mendelssohn, fondatore del movimento dell'Illuminismo ebraico (Haskalah), gli scrisse firmandosi "il tuo discepolo, assetato delle tue parole." Sebbene Emden non approvasse dell'movimento chassidico che si sviluppò durante il suo tempo, i suoi libri sono molto stimati pressi i Chassidim. Durante la sua vita pubblicò trentuno opere, dieci postume, mentre altre rimangono in forma di manoscritto.

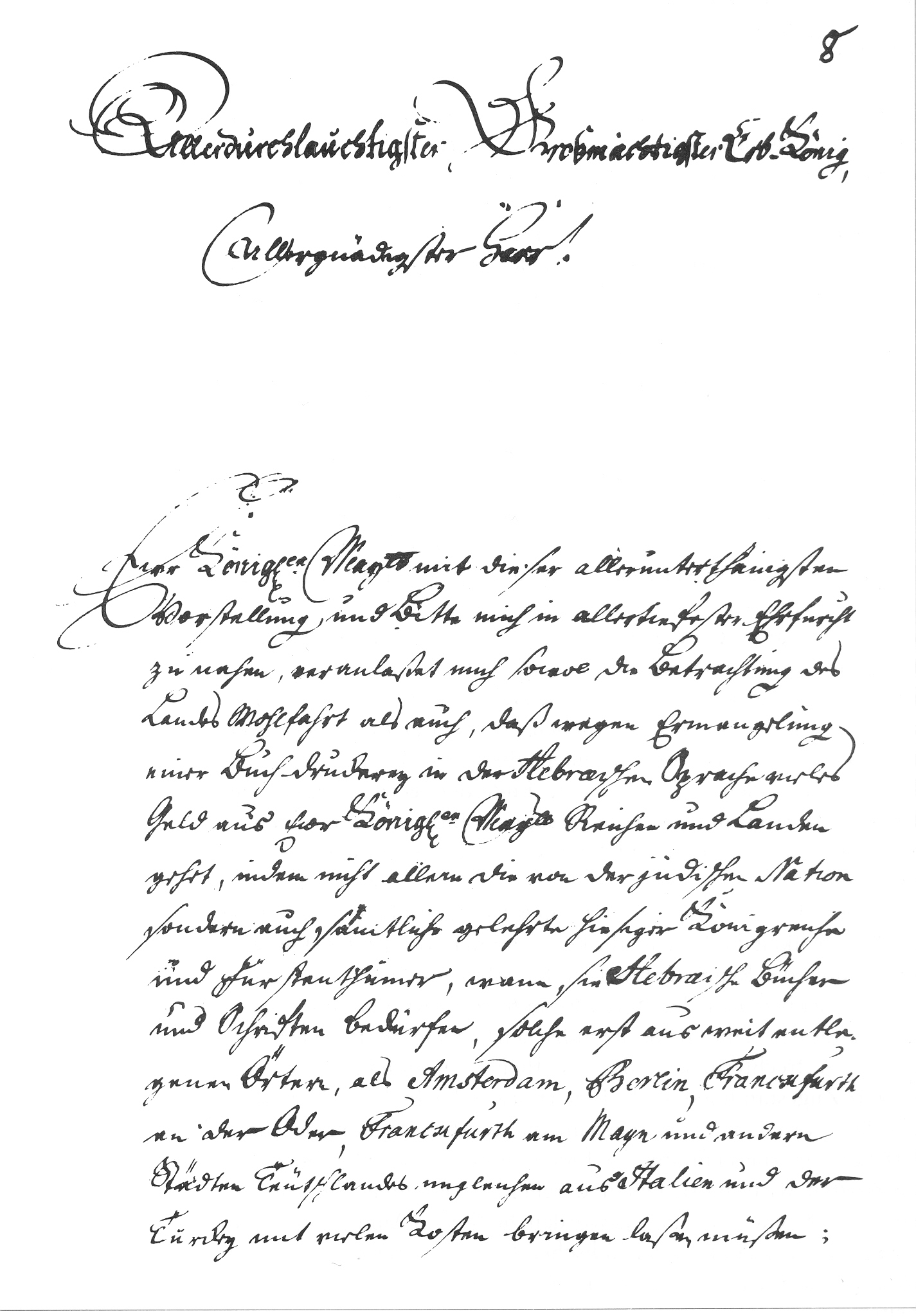
Lettera di Jacob Emden al Re di Danimarca, 20 agosto 1743

Emden era figlio di Tzvi Ashkenazi (detto il Chacham Tzvi) e discendente di Elijah Ba'al Shem di Chełm. Visse la maggior parte della sua vita nel Distretto di Altona (ora parte di Amburgo in Germania), dove non occupò nessuna posizione rabbinica ufficiale e si guadagnò da vivere stampando libri. Emden infatti ottenne dal Re di Danimarca il privilegio di organizzare in Altona una tipografia. Suo figlio fu Meshullam Solomon, rabbino della Sinagoga Hambro di Londra, che fu considerato Rabbino capo del Regno Unito dal 1765 al 1780.

## Controversia sabbatiana
Il rinomato rabbino e cabalista Jonathan Eybeschutz venne ripetutamente sospettato di nutrire segrete convinzioni sabbatiane a causa di una controversia sorta sugli amuleti che sembrava distribuisse. Si affermava che tali amuleti riconoscessero le pretese messianiche di Sabbatai Zevi. Una volta la polemica iniziò quando il rabbino ortodosso tedesco Jacob Emden trovò seri collegamenti tra gli scritti cabalistici e omiletici di Eybeschutz e quelli del noto sabbatiano Judah Leib Prossnitz, che Eybeschütz conosceva dai suoi giorni in Prossnitz. Rabbi Jacob Emden lo accusò di eresia, ma la maggioranza dei rabbini della Polonia, Moravia e Boemia appoggiarono e difesero Eybeschütz, come anche i capi delle Tre Comunità: l'accusa era "totalmente incredibile" - nel 1725, Eybeschütz era stato tra i rabbini di Praga che avevano scomunicato i sabbatiani. Prove recenti hanno prodotto gli amuleti in questione, insieme alle presupposte connessioni con gli amuleti sabbatiani.
Nel 1752 la polemica tra Emden e Eybeschütz infuriava ancora. Nel dicembre dello stesso anno, il governo di Amburgo vietò ulteriori discussioni sugli amuleti, il Senato di Amburgo sospese Eybeschütz e molti membri della congregazione chiesero che presentasse il suo caso alle autorità rabbiniche. A questo punto fu difeso da Carl Anton, un convertito al Cristianesimo, ma ex-discepolo di Eybeschütz. La controversia fu un avvenimento importante nella storia ebraica del periodo - che coinvolse sia l'halakhista Yechezkel Landau che il Gaon di Vilna - ed ha il merito di aver definitivamente sgretolato la persistente credenza sabbatiana che sembrava serpeggiare anche in alcuni ambienti ortodossi. Professor Sid Z. Leiman sostiene che i citati grandi rabbini esonerarono Eybeschutz dal sabbatianesimo solo al fine di far finire la controversia.
Nel 1760 la controversia scoppiò nuovamente quando alcuni elementi sabbatiani furono scoperti tra gli studenti della yeshivah di Eybeschütz. Allo stesso tempo, suo figlio più giovane, Wolf Jonas Eybeschutz, si presentò come profeta sabbatiano e si avvicinò a molti frankisti, col risultato che la yeshivah fu chiusa. Il nipote di Jonathan Eybeschütz divenne il Barone Thomas von Schoenfeld, un ebreo apostata che ereditò la collezione di opere cabalistiche sabbatiane di suo nonno. All fine abbandonò il movimento sabbatista e fondò una Loggia massonica chiamata Asiatische Bruder, una delle quattro logge degli Illuminati di Vienna. Dopo la morte di suo zio il 10 agosto 1791, gli fu offerta la direzione del movimento frankista, che rifiutò. Secondo lo storico Gershom Scholem, l'ideologia dei "Fratelli Asiatici" mescolò le idee cabalistiche e sabbatiane condottrine teosofiche cristiane. Uno dei discendenti di Eybeschutz è la scrittrice yiddish e sopravvissuta dell'Olocausto Chava Rosenfarb (1923-2011).

## Opere
Opere pubblicate (HE) :
- `Edut be-Ya`aḳov, sulla presunta eresia di Eybeschütz, e che include "Iggeret Shum", una lettera ai rabbini delle "Quattro Terre", Altona, 1756.
- Shimmush, comprende tre opere minori: Shoṭ la-Sus e Meteg la-Hamor, sulla crescente influenza dei Sabbatiani, e Sheveṭ le-Gev Kesilim, una confutazione di manifestazioni eretiche, Amsterdam, 1758–62.
- Shevirat Luḥot ha-Aven, una confutazione di "Luḥot 'Edut" di Eybeschütz, Altona, 1759.
- Seḥoḳ ha-Kesil, Yeḳev Ze'ev e Gat Derukah, tre opere polemiche pubblicate nel "Hit'abbeḳut" di uno dei suoi discepoli, Altona, 1762.
- Miṭpaḥat Sefarim, in due parti: la prima parte dimostra che una sezione dello Zohar non è autentica, bensì una compilazione successiva; la seconda è una critica di "Emunat Ḥakamim" e "Mishnat Ḥakamim" e contiene inoltre altri seforim e lettere polemiche indirizzate al rabbino di Königsberg, Altona, 1761–68.
- Ḥerev Pifiyyot, Iggeret Purim, Teshubot ha-Minim e Zikkaron be-Sefer, su cambiavalute e banchieri (inedito).
- Leḥem Shamayim, commentario della Mishnah, con un trattato in due parti sullo "Yad" di Maimonide, Bet ha-Beḥirah, Altona, 1728; Wandsbeck, 1733.
- Iggeret Biḳḳoret, responsa, Altona, 1733.
- She`elat Ya`abeẓ, raccolta di 372 responsa, Altona, 1739–59.
- Siddur Tefillah, un'edizione del rispettivo rituale con commentario, note grammaticali, leggi rituali e vari trattati, in tre parti: Bet-El, Sha`ar ha-Shamayim e Migdal `Oz. Include anche un trattato intitolato Eben Boḥan ed una critica di "`Avodat Miḳdash" di Menahem Lonzano intitolata Seder Abodah, Altona, 1745–48.
- `Eẓ Avot, commentario ad Avot, con Leḥem Neḳudim, note grammaticali, Amsterdam, 1751.
- Sha`agat Aryeh, eulogia di suo cognato Aryeh Leib ben Saul, rabbino di Amsterdam, Amsterdam, 1755. Opera inclusa anche nel suo Ḳishshurim le-Ya`aḳov.
- Seder 'Olam Rabbah ve-Zuṭa, i due Seder 'Olam e Megillat Ta`anit, redatti con note critiche, Amburgo, 1757.
- Mor u-Ḳeẓi`ah, novellæ dell'Oraḥ. Ḥayyim (novellæ dell'Yoreh De`ah, Even ha`Ezer e Hoshen Mishpat di Mor u-Ḳeẓi`ah – inedito)
- Ẓiẓim u-Feraḥim, raccolta di articoli cabalistici ordinati alfabeticamente, Altona, 1768.
- Luaḥ Eresh, note grammaticali sulle preghiere, insieme ad una critica di "Sha'are Tefillah" di Solomon Hena, Altona, 1769.
- Shemesh Ẓedaḳah, Altona, 1772.
- Pesaḥ Gadol, Tefillat Yesharim e Ḥoli Ketem, Altona, 1775.
- Sha`are 'Azarah, Altona, 1776.
- Divre Emet u-Mishpaṭ Shalom.
- Megillat Sefer (archiviato dall'url originale il 5 settembre 2014)., con biografia sua e di suo padre, Varsavia, 1897
- Kishshurim le Ya`akob, raccolta di sermoni.
- Novellæ marginali sul Talmud babilonese.

Le sue opere rabbiniche non pubblicate sono le seguenti:
- Ẓa`aḳat Damim, confutazione dell'accusa del sangue in Polonia.
- Halakah Pesuḳah.
- Hilketa li-Meshiḥa, responsum a Rabbi Israel Lipschütz.
- Mada'ah Rabbah.
- Gal-`Ed, commentario a Rashi e al Targum del Pentateuco.
- Em la-Binah, commentario a tutta la Bibbia.
- Em la-Miḳra we la-Masoret, altro commentario della Bibbia.

ספרים - libri ebraici
1 – https://www.rivkalevy.com/wp-content/uploads/2022/02/Rabbi-Yaakov-Emden-book-1-%D7%AA%D7%95%D7%A8%D7%AA-%D7%94%D7%A7%D7%A0%D7%90%D7%95%D7%AA-Hamburg-Altona-1752.pdf%AA-%D7%9B%D7%94%D7%A0%D7%90-%D7%A2%D7%9D-%D7%94%D7%92%D7%94%D7%95%D7%AA-%D7%95%D7%94%D7%95%D7%A1%D7%A4%D7%95%D7%AA-Warshawa-1897.pdf – (Hamburg-Altona 1752)
2 –  שפת אמת (PDF) (archiviato dall'url originale il 19 febbraio 2022). – (Hamburg-Altona 1752)
3 –  אספקלריה המאירה (PDF) (archiviato dall'url originale il 19 febbraio 2022). – (Hamburg-Altona 1753)
4 –  לוחות עדות (PDF) (archiviato dall'url originale il 19 febbraio 2022). – (Hamburg-Altona 1755)
5 –  שבירת לוחות האון (PDF) (archiviato dall'url originale il 19 febbraio 2022). – (Hamburg-Altona 1759)
6 –  מאירת עיניים (PDF) (archiviato dall'url originale il 19 febbraio 2022). – (Amsterdam 1753)
7 –  פתח עינים (PDF) (archiviato dall'url originale il 19 febbraio 2022). – (Hamburg-Altona 1757)
8 –  בית יהונתן הסופר (PDF) (archiviato dall'url originale il 19 febbraio 2022). – (Hamburg-Altona 1763)
9 –  עדות ביעקב (PDF) (archiviato dall'url originale il 19 febbraio 2022). – (Hamburg-Altona 1756)
10 –  עקיצת עקרב (PDF) (archiviato dall'url originale il 19 febbraio 2022). – (Hamburg-Altona 1753)
11 –  ספר התאבקות (PDF) (archiviato dall'url originale il 19 febbraio 2022). – (Hamburg-Altona 1762)
12 –  ספר שמוש (PDF) (archiviato dall'url originale il 19 febbraio 2022). – (Hamburg-Altona 1758)
13 –  מגילת ספר – מהדורת כהנא עם הגהות והוספות (PDF) (archiviato dall'url originale il 19 febbraio 2022). – (Warshawa 1897)